# قضیه کیلی-همیلتون
در جبر خطی و نظریه ماتریس‌ها، قضیه کیلی - همیلتون که به نام آرتور کیلی و ویلیام روان همیلتون نامگذاری شده است بیان می‌کند که هر ماتریس مربعی (بر روی یک حلقه جابه جایی مثل میدان اعداد حقیقی یا میدان اعداد مختلط) در معادله مشخصه خود صدق می‌کند.

## قضیه
فرض کنید ماتریس {\displaystyle A\in \mathbb {R} ^{n\times n}} ماتریسی با درایه‌های حقیقی، و نماد {\displaystyle I_{n}} (یا به اختصار {\displaystyle I}) معرف ماتریس همانی {\displaystyle n\times n} باشد. در این صورت اگر {\displaystyle P(\lambda )} معادله مشخصه ماتریس A باشد که به صورت {\displaystyle P(\lambda )=det(\lambda I_{n}-A)} تعریف می‌شود، آنگاه {\displaystyle P(A)=0}.
دقت کنید که در محاسبه چندجمله‌ای مشخصه ماتریس A نهایتاً به عبارتی به صورت
{\displaystyle P(\lambda )=\lambda ^{n}+a_{n-1}\lambda ^{n-1}+\cdots +a_{1}\lambda +a_{0}}
می‌رسیم و وقتی می‌نویسیم {\displaystyle P(A)} منظورمان معادله‌ای ماتریسی است که در آن توانهای ماتریس A حضور دارند. همچنین جمله آخر چندجمله‌ای که حاوی عدد ثابت است و {\displaystyle \lambda } ندارد را به صورت {\displaystyle \lambda ^{0}} تعبیر کرده و در معادله ماتریسی با ماتریس همانی {\displaystyle (A^{0}=I_{n})} جایگزین می‌کنیم تا معادله ماتریسی معنادار شود. نهایتاً می‌توان صورت قضیه را به شکل زیر بازنویسی کرد:
{\displaystyle P(A)=A^{n}+a_{n-1}A^{n-1}+\cdots +a_{1}A+a_{0}I_{n}=0}
دقت کنید که ضریب جمله n ام همواره برابر ۱ است زیرا این جمله از ضرب جملات روی قطر اصلی ماتریس {\displaystyle \lambda I_{n}-A} به دست آمده و ضرایب {\displaystyle \lambda }ها همگی ۱ است.

## نتایج
مهمترین نتیجه‌ای که از قضیه کیلی - همیلتون به دست می‌آید این است که تمام توانهای هر ماتریس {\displaystyle n\times n} را می‌توان به صورت ترکیبی خطی از ماتریس همانی و {\displaystyle n-1} توان اول آن ماتریس نوشت. به عبارتی دیگر برای هر ماتریس {\displaystyle A\in \mathbb {R} ^{n\times n}} یا {\displaystyle A\in \mathbb {C} ^{n\times n}}، ماتریس {\displaystyle A^{n}} وابسته خطی توانهای پایینتر ماتریس {\displaystyle A} است. به کمک قضیه کیلی - همیلتون توابع ماتریسی بسیاری را می‌توان محاسبه نمود. تمام توابع تحلیلی که برای اعداد حقیقی و مختلط تعریف می‌شوند به کمک این قضیه برای ماتریس‌های مربعی نیز معنا پیدا می‌کنند. از مهمترین کاربردهای آن محاسبه ماتریس معکوس و ماتریس نمایی است که در زیر توضیح داده می‌شوند

### محاسبه تابع معکوس به کمک قضیه کیلی - همیلتون
ماتریس مربعی {\displaystyle A} را در نظر بگیرید. برای این ماتریس به کمک قضیه کیلی - همیلتون می‌توان نوشت:
{\displaystyle P(A)=A^{n}+a_{n-1}A^{n-1}+\cdots +a_{1}A+a_{0}I_{n}=0}
که در آن {\displaystyle a_{i},i=0,\cdots ,n-1} ضرایب معادله مشخصه ماتریس A هستند. اگر ضریب {\displaystyle a_{0}\neq 0}، می‌توان با انتقال جمله ثابت به طرف راست، تساوی فوق را به صورت زیر نوشت:
{\displaystyle A^{n}+a_{n-1}A^{n-1}+\cdots +a_{1}A=-a_{0}I_{n}}
و سپس با فاکتور گیری از ماتریس {\displaystyle A} از چپ خواهیم داشت:
{\displaystyle A(A^{n-1}+a_{n-1}A^{n-2}+\cdots +a_{1}I)=-a_{0}I_{n}}
چون {\displaystyle A} معکوس پذیر است، با ضرب کردن معکوس {\displaystyle A} از چپ در تساوی بالا داریم:
{\displaystyle A^{-1}A(A^{n-1}+a_{n-1}A^{n-2}+\cdots +a_{1}I)=-a_{0}A^{-1}I_{n}=-a_{0}A^{-1}}
و نهایتاً خواهیم داشت:
{\displaystyle A^{-1}={\frac {-1}{a_{0}}}A^{n-1}-{\frac {a_{n-1}}{a_{0}}}A^{n-2}-\cdots -{\frac {a_{1}}{a_{0}}}I}
دقت کنید که فرض {\displaystyle a_{0}\neq 0} برای معکوس پذیر بودن ماتریس {\displaystyle A} کافی است زیرا در معادله مشخصه {\displaystyle p(x)} ضریب {\displaystyle a_{0}} برابر است با:
{\displaystyle a_{0}=(-1)^{n}\mathbf {det} A}
و ناصفر بودن {\displaystyle a_{0}} معادل ناصفر بودن دترمینان {\displaystyle A} است. همچنین این مسئله درکی شهودی به ما می‌دهد که چرا وقتی دترمینان {\displaystyle A} صفر است {\displaystyle A} معکوس پذیر نیست.

#### مثال
معکوس ماتریس
{\displaystyle A={\begin{pmatrix}1&2\\3&4\end{pmatrix}}}
را به کمک قضیه کیلی - همیلتون به صورت زیر محاسبه می‌کنیم.
معادله مشخصه به صورت زیر خواهد بود.
{\displaystyle {\begin{aligned}p(\lambda )&=\left|{\begin{pmatrix}\lambda &0\\0&\lambda \end{pmatrix}}-{\begin{pmatrix}1&2\\3&4\end{pmatrix}}\right|\\&=(\lambda -1)(\lambda -4)-(-2)(-3)\\&=\lambda ^{2}-5\lambda -2\end{aligned}}}
در نتیجه بنا بر کیلی - همیلتون می‌توان نوشت:
{\displaystyle {\begin{aligned}p(A)=A^{2}-5A-2I=0\\A^{2}-5A=2I&\\A(A-5I)=2I&\\&A-5I=2A^{-1}\\A^{-1}={\frac {1}{2}}A-{\frac {5}{2}}I&\end{aligned}}}
با جایگذاری اعداد خواهیم داشت:
{\displaystyle A^{-1}={\begin{pmatrix}{\frac {1}{2}}&{\frac {2}{2}}\\{\frac {3}{2}}&{\frac {4}{2}}\end{pmatrix}}-{\begin{pmatrix}{\frac {5}{2}}&0\\0&{\frac {5}{2}}\end{pmatrix}}={\begin{pmatrix}-2&1\\{\frac {3}{2}}&{\frac {-1}{2}}\end{pmatrix}}}

### نحوه محاسبهf(A){\displaystyle f(A)}برای توابعf{\displaystyle f}تحلیلی
نحوه محاسبه ماتریس {\displaystyle e^{A}}
می‌دانیم برای هر عدد حقیقی a، مقدار e^a از بسط تیلور زیر قابل محاسبه است:
{\displaystyle e^{a}=\sum _{i=0}^{\infty }{\frac {a^{i}}{i!}}}
برای محاسبه ماتریس {\displaystyle e^{A}} می‌توان نوشت:
{\displaystyle e^{A}=\sum _{i=0}^{\infty }{\frac {A^{i}}{i!}}}
که یک مجموع نامتناهی است و محاسبه دقیق آن بدین صورت ممکن نیست. اما به کمک کیلی - همیلتون تمام توانهای بالاتر از n-1 ماتریس {\displaystyle A} ترکیبی خطی از n توان اول (شامل توان صفرم) هستند و این یعنی اعدادی متناهی به فرم {\displaystyle \beta _{i},i=0,\ldots n-1} وجود دارند که
{\displaystyle e^{A}=\sum _{i=0}^{n-1}\beta _{i}A^{i}}